# Sankt Göran och draken
För andra betydelser, se Sankt Göran och draken (olika betydelser).

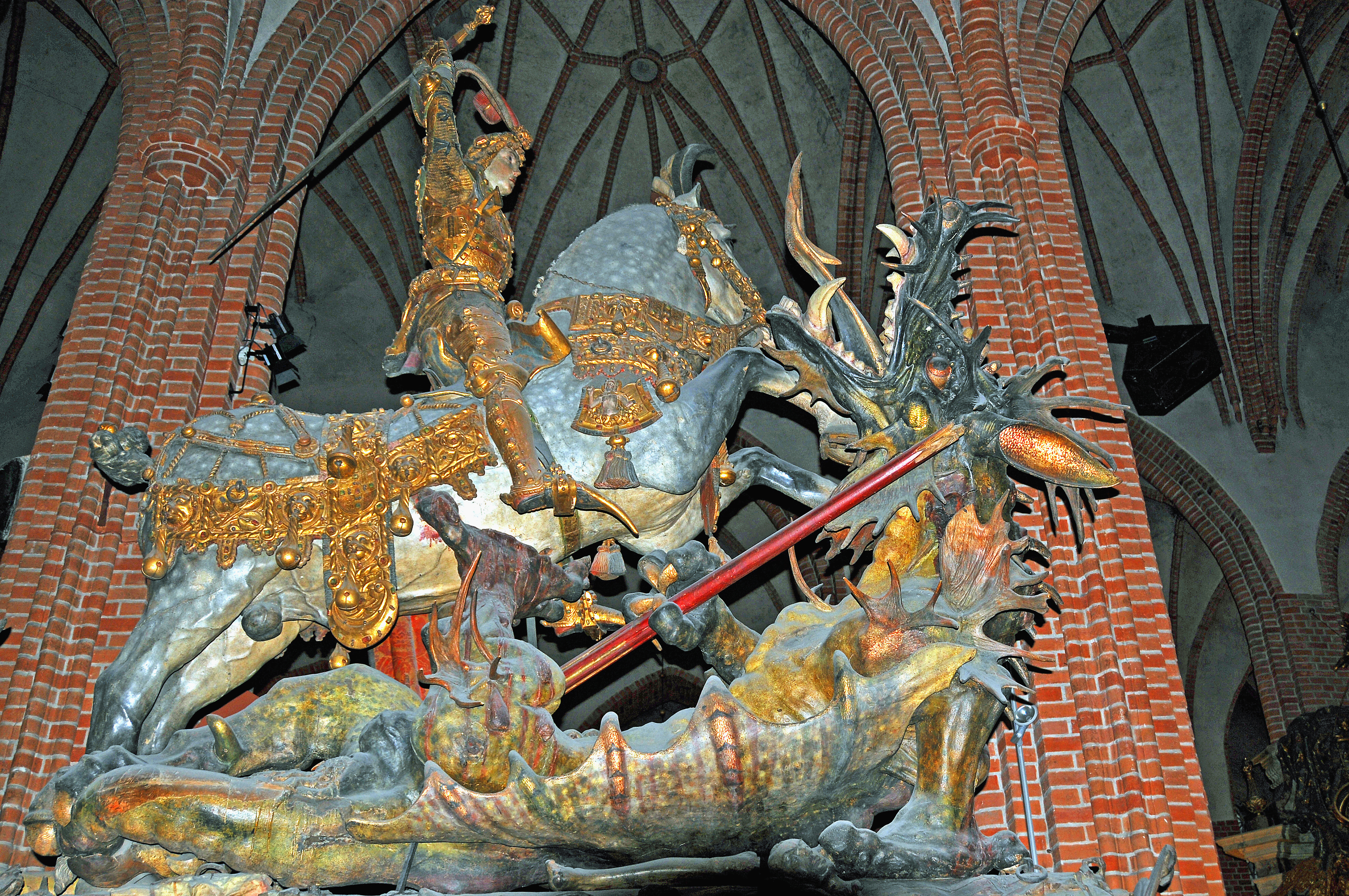
Skulpturen Sankt Göran och draken i Storkyrkan i Stockholm, installerad 1489.

Sankt Göran och draken är ett berömt motiv inom konsten, där Sankt Göran enligt legenden räddade en stad, ibland även en jungfru eller prinsessa, från en hotfull drake.

## Legenden om Sankt Göran och draken
Sankt Göran kom till en stad i Libyen som terroriseras av en drake. För att blidka draken offrar stadens invånare sina egna medborgare, en efter en. När det blir kungens dotters tur att offras, dyker Göran upp, tämjer draken och dödar den, i utbyte mot att stadens invånare omvänder sig till kristendomen.
Denna legend är välkänd i hela Europa, och flera kyrkor har detta motiv på väggarna eller som skulpturer. Det återfinns också i några länders riksvapen.[källa behövs]

## Bilder

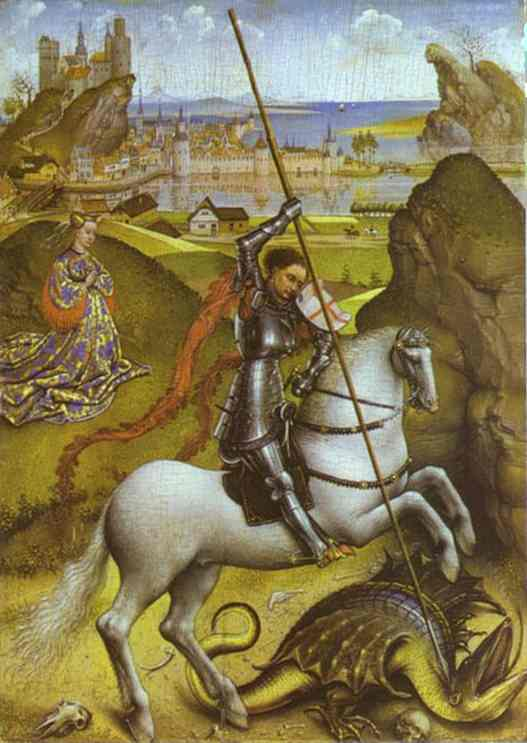
Målning från runt 1430, av Rogier van der Weyden (1399–1464).
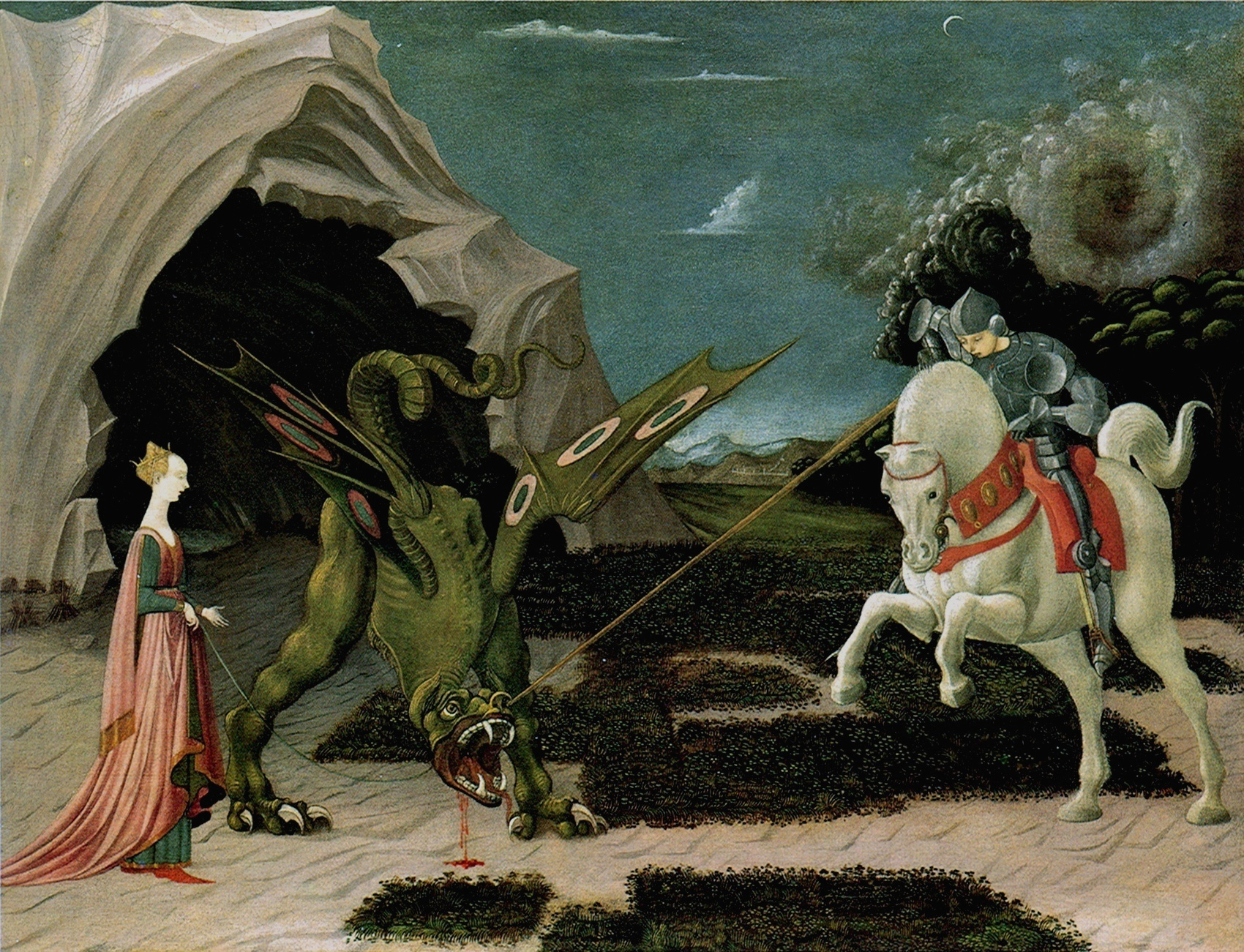
Målning från runt 1470, av Paolo Uccello (1397–1475).
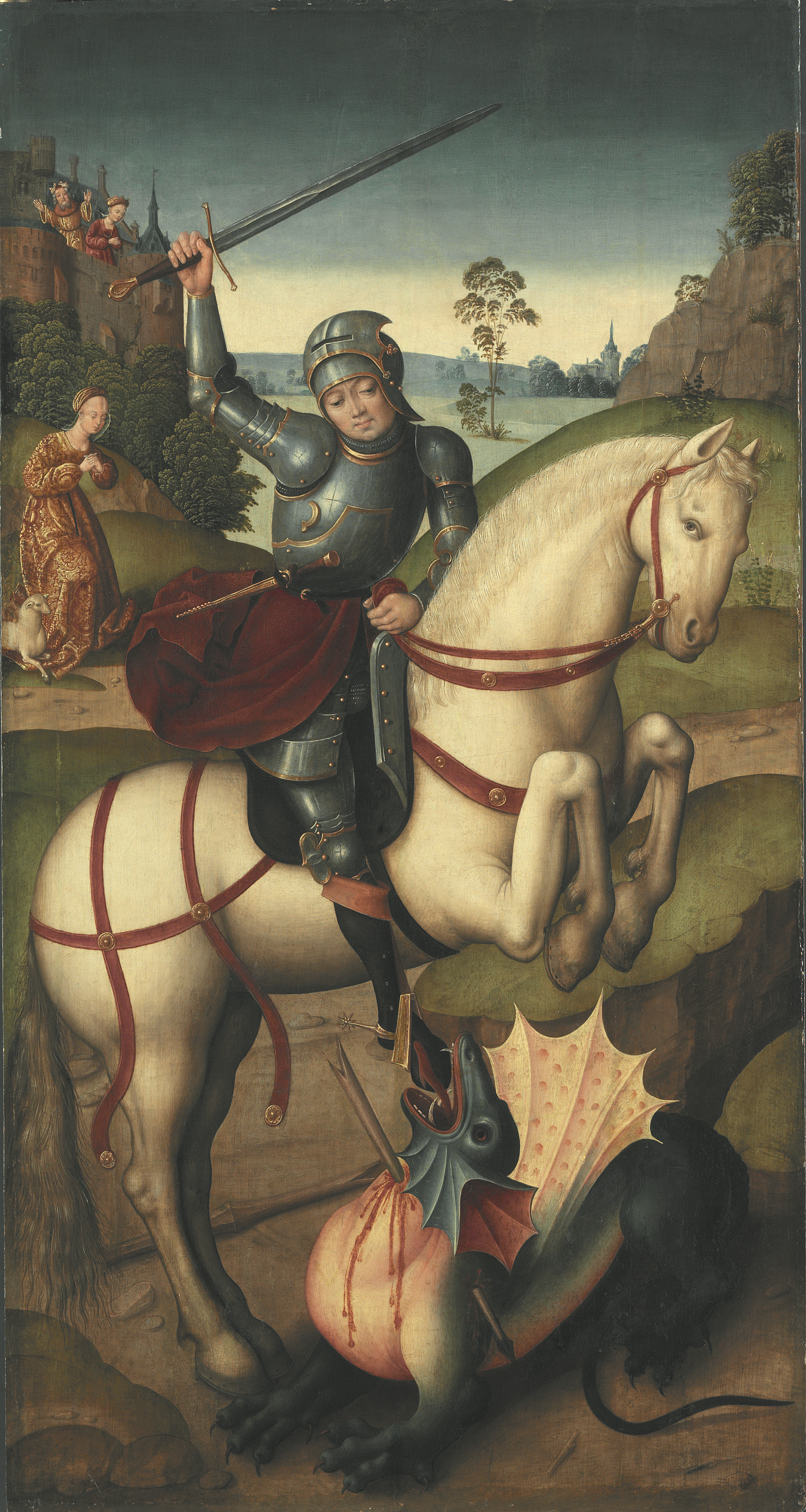
Målning från runt 1500, av Jan Baegert (1465–1535).